# Кортленд-Вест (Нью-Йорк)
Кортленд-Вест (англ. Cortland West) — переписна місцевість (CDP) в США, в окрузі Кортленд штату Нью-Йорк. Населення — 1286 осіб (2020).

## Географія
Кортленд-Вест розташований за координатами 42°35′39″ пн. ш. 76°13′33″ зх. д. / 42.59417° пн. ш. 76.22583° зх. д. (42.594187, -76.225853).  За даними Бюро перепису населення США в 2010 році переписна місцевість мала площу 13,38 км², уся площа — суходіл.

## Демографія
Згідно з переписом 2010 року, у переписній місцевості мешкало 1356 осіб у 529 домогосподарствах у складі 413 родин. Густота населення становила 101 особа/км².  Було 556 помешкань (42/км²).
Расовий склад населення:
| - 95,7 % — білих - 1,8 % — азіатів - 0,4 % — корінних американців - 0,4 % — чорних або афроамериканців |

До двох чи більше рас належало 1,3 %. Частка іспаномовних становила 1,4 % від усіх жителів.
За віковим діапазоном населення розподілялося таким чином: 19,7 % — особи молодші 18 років, 63,2 % — особи у віці 18—64 років, 17,1 % — особи у віці 65 років та старші. Медіана віку мешканця становила 48,1 року. На 100 осіб жіночої статі у переписній місцевості припадало 95,1 чоловіків;  на 100 жінок у віці від 18 років та старших — 89,4 чоловіків також старших 18 років.
Середній дохід на одне домашнє господарство  становив 92 577 доларів США (медіана — 88 125), а середній дохід на одну сім'ю — 111 884 долари (медіана — 103 182). За межею бідності перебувало 8,4 % осіб, у тому числі 0,0 % дітей у віці до 18 років та 21,0 % осіб у віці 65 років та старших.
Цивільне працевлаштоване населення становило 621 особа. Основні галузі зайнятості: освіта, охорона здоров'я та соціальна допомога — 40,9 %, виробництво — 19,3 %, науковці, спеціалісти, менеджери — 15,8 %.